# 吉見りいな
吉見 りいな（よしみ りいな、1994年9月10日 - ）は、日本の元AV女優。

## 略歴・人物
静岡県出身。2013年にAVデビューしたロリ系のAV女優。単体作品にも出演しているが、主に企画女優として活動していた。
女優の川島海荷に似ていることから、それにちなんだ出演作品もある。
AV女優としての活動は1年間のみで、正式な発表はないが引退したものとみられる。

## 出演作品

### アダルトDVD
2013年
- 2013年 SOD女子社員 新春!! 晴れ着で野球拳 大新年会SP（1月10日、SODクリエイト）※「吉井律子」名義
- 丸ノ内OL専門マッサージ治療院 16（1月20日、ピーターズ）
- 街角美少女を、本気でヤッちゃいました。 vol.07（1月22日、プレステージ）
- 「ねぇ?あたしと一緒にチャットでいっぱ〜いHなことしよ♥」 制服美少女!ピチャピチャ潮吹きLIVEチャットオナニー4時間DX vol.01（2月1日、GLAY'z）
- 歯科助手×休日=大乱交（2月1日、DOC）
- 妹と妹の家庭教師をまとめてハイテク三角木馬攻めにしたった! 2（3月7日、サディスティックヴィレッジ）
- りいな（3月13日、無垢）
- 透明感あふれるさわやか美少女アイドルがAV出演!? 超激似 川●海荷 ザーメン カ○ピ○大量ごっくん 道士姿でキョ○シーと3P! アイドルのお仕事は大変です!（3月19日、ROOKIE）※名義なし
- 女子校生15人オマ○コ指入れぴちゃぴちゃ自画撮りオナニー vol.10（3月20日、プリモ）
- Dolls Gallery 仔猫あそび（4月7日、色眼鏡）
- 「はじめまして♥吉見りいなです!!」（4月11日、フルセイル）
- 「男の人のおちん○んってどうなってるんですか?」人生40年!一度も女性から気軽に話しかけられた事が無いボクでもお嬢様学校の先生になったら良い事があり過ぎた! 学校には男がボクひとりなものだから、異性に関する悩みを女生徒が打ち明けてくるんです! 特に多かった悩みがチ○ポの構造に関する悩み! 女の子たちはまじめな顔で僕のチ○ポをマジマジと観察! 真剣な女生徒とは裏腹に触られているうちに不可抗力で思わず勃起! 軽蔑されると思ったら、普段学校では決して見せないドスケベな顔で僕のチ○ポを求めてきた!! しかも「コンドーム無しの生SEXをした事が無い!」と言って僕に生SEX強要!! しかもしかもカニバサミで生中出しも強要されました!（4月11日、Hunter）
- えりかとりいな（4月13日、無垢）
- 素人限定! 感じたら落ちちゃうよ! ぐらぐらタワー電マがまん選手権（4月25日、ATOM）
- 恥ずかしがり屋な僕が隠し持っていたエロビデオをクラスの女子に発見され2人きりで鑑賞会をするコトに…ふいに勃起してしまったチ○コに気付いた彼女はHに興味津々なのか僕のチ○コを掴んで離さない…!!（5月1日、DOC）
- 女子校生オマ○コ見せつけ手コキ 4（5月3日、OFFICE K'S）
- 汚臭責め（5月3日、OFFICE K'S）
- 親には内緒の妹近親相姦旅行 りいな1○才（5月10日、I.B.WORKS）
- ぶっかけ奴隷にされた転校生（5月13日、マルクス兄弟）
- エロエロお姉さんの艶色パンストで足責め&足コキ 4（5月15日、ジャネス）
- キミだけに語りかけ! ロリっ娘20人! オマ●コぴちゃぴちゃ指入れ自画撮りオナニー4時間DX vol.06（5月17日、ロリオナ）
- 見せつけレズビアン鑑賞倶楽部（5月17日、虎堂）
- 女子校生の淫語オナニー（5月17日、OFFICE K'S）
- スパルタ小便学級（5月17日、OFFICE K'S）
- メンズパンスト!パンスト穿いて直穿き娘とパンスト三昧 3（5月25日、ジャネス）
- ガンギマリ洗脳・話題のアイドルが感じすぎておかしくなりながら一生懸命、中出しSEX!（5月25日、ジェントルマン）
- ノーパンパンストEROS 5（6月5日、ジャネス）
- GET!! 素人ナンパ No.155 スキー場（6月7日、桃太郎映像出版）
- 結婚しようよ（6月16日、テンパラメンタル）
- あの透明感あふれるさわやか美少女アイドルがまたもやAV出演!? 超激似 川◯海荷 おかわり しかもパイパン!（6月19日、ROOKIE）※名義なし
- 家出娘 りいな（6月20日、グローリークエスト）
- 万年補欠の僕とマネージャーが部室で2人きり。帰宅途中に突然の大雨にふられた僕が部室に戻るとズブ濡れのマネージャーが! 濡れて下着が透けたマネージャーを見た僕は思わず勃起。 2（6月20日、Hunter）
- フェラチオ SP 11 近親相姦フェラチオ 2 俺の娘、僕の妹、私の姉は尺八上手 200分×15人×15話（6月25日、隼エージェンシー）
- kawaii*ソープへいらっしゃいませ! きゃわたん泡姫大集合だょ♪（6月25日、kawaii*）
- 中出しペット志願生（6月25日、本中）
- 7年前に里親制度で我が家にやってきた僕らの妹は勉強もせずにエッチな事ばかり覚えては発情してヤリたがる!!（6月30日、JUMP）
- フェラチオ SP 12 女子校生フェラ（7月13日、隼エージェンシー）
- メガネが似合う妹のおねだり手コキ（7月13日、マルクス兄弟）
- すっごい量の一発中出し（7月13日、MOODYZ）
- 清純派美少女アイドルを無理矢理犯す! 超激似 川●海荷 強制アクメ! 拉致・監禁・集団中出しレイプ!（7月25日、ダスッ!）※名義なし
- 制服美少女と性交（8月2日、ドリームチケット）
- 復活!! 元祖マジックミラー号 街行く可愛い一般お嬢さ〜ん!! 超高級ソープ嬢になって男をイカせるソープテクを磨いてみませんか!?（8月8日、SODクリエイト）
- 前戯もなく犯された恐怖を吹き飛ばす“濃厚な後戯”の快感で自らセックスを求めだす純粋娘 〜私はこれで息子の彼女をセフレにしました〜（8月8日、ナチュラルハイ）
- チューして手コキ♥（8月10日、unfinished）
- 真・時間が止まる腕時計 時間停止学園でやりたい放題（8月22日、ROCKET）
- 無理!堪え切れずにお漏らししちゃいました。（8月25日、マルクス兄弟）
- 岐阜から家出してきた神待ち少女（9月30日、JUMP）
- 新 センズリ見てたら興奮しちゃった素人娘 VOL.11（10月4日、OFFICE K'S）
- ドスケベ女18人 いつでもどこでも本気でイキまくる オナニーマガジン 4時間（10月15日、プリモ）
- 制服美少女の手淫 vol.2 未公開映像（11月8日、ドリームチケット）